# Riksdagen 1610
Riksdagen 1610 hölls i Örebro mellan den 1 december och 23 december 1610.
Riksdagen 1610 har skildrats av kyrkoherden i Arboga, Petrus Drivius. I hans dagbok kan man läsa:
"Maximo cum pompa drog Hertig Johan Johan III:s son ut. Hans folk var väl utstofferat, en del klädde uti svarte side kläder av sammet med silver, kläder allt omkring, lika som snörer, med store, vite, röde och svarte fjädrar i hatten, en part med svarte side kläder av gott svart kläde och sammet omkring väl alle utstofferet etc ... Vid pass klockan 10 rördes trumman på torget, att alle ville komma in momento uppå slottet."
Riksdagen församlades i "den stora salen med sju fönster", troligen den gamla Rikssalen i Örebro slott. Där fick den unge, knappt 16-årige Gustav Adolf läsa trontalet istället för sin far (Karl IX), som året innan hade drabbats av slaganfall. Kronprinsen ledde delvis förhandlingarna. Även här kom det till kontroverser mellan kungen, som önskade nya krigsgärder mot Danmark, och ständerna som ville söka bevara freden genom eftergifter. Men kungen genomdrev sin vilja, trots att han med nöd och näppe kunde tala.